# Bersin Ridge
Bersin Ridge (englisch; bulgarisch рид Берсин rid Bersin) ist ein in südwest-nordöstlicher Ausrichtung 14 km langer, 5 km breiter, vereister und bis zu 1550 m hoher Gebirgskamm an der Oskar-II.-Küste des Grahamlands auf der Antarktischen Halbinsel. Er ragt 15 km nordnordöstlich des Roundel Dome zwischen dem oberen Abschnitt des Crane-Gletschers und dem Stob-Gletscher auf. Sein markanter nördlicher Ausläufer ist teilweise unvereist.
Britische Wissenschaftler kartierten ihn 1964. Die bulgarische Kommission für Antarktische Geographische Namen benannte ihn 2012 nach der Ortschaft Bersin im Westen Bulgariens.